# 諾佛爾·莫里素
諾佛爾·莫里素 （Norval Morrisseau）CM RCA（1932年3月14日-2007年12月4日）， 也被称为铜雷鸟（Copper Thunderbird），是来自土著民族（Bingwi Neyaashi Anishinaabek First Nation）的加拿大土著艺术家。他被称为“北方毕加索”的，其创作的作品中描绘了他的人民的传奇、加拿大本土和欧洲传统之间的文化和政治紧张局势、他的生存斗争，以及他深刻的灵性和神秘主义。他的风格特点是厚实的黑色轮廓和鲜艳的色彩。他创立了加拿大伍德兰艺术学院（Woodlands School）。

## 作品

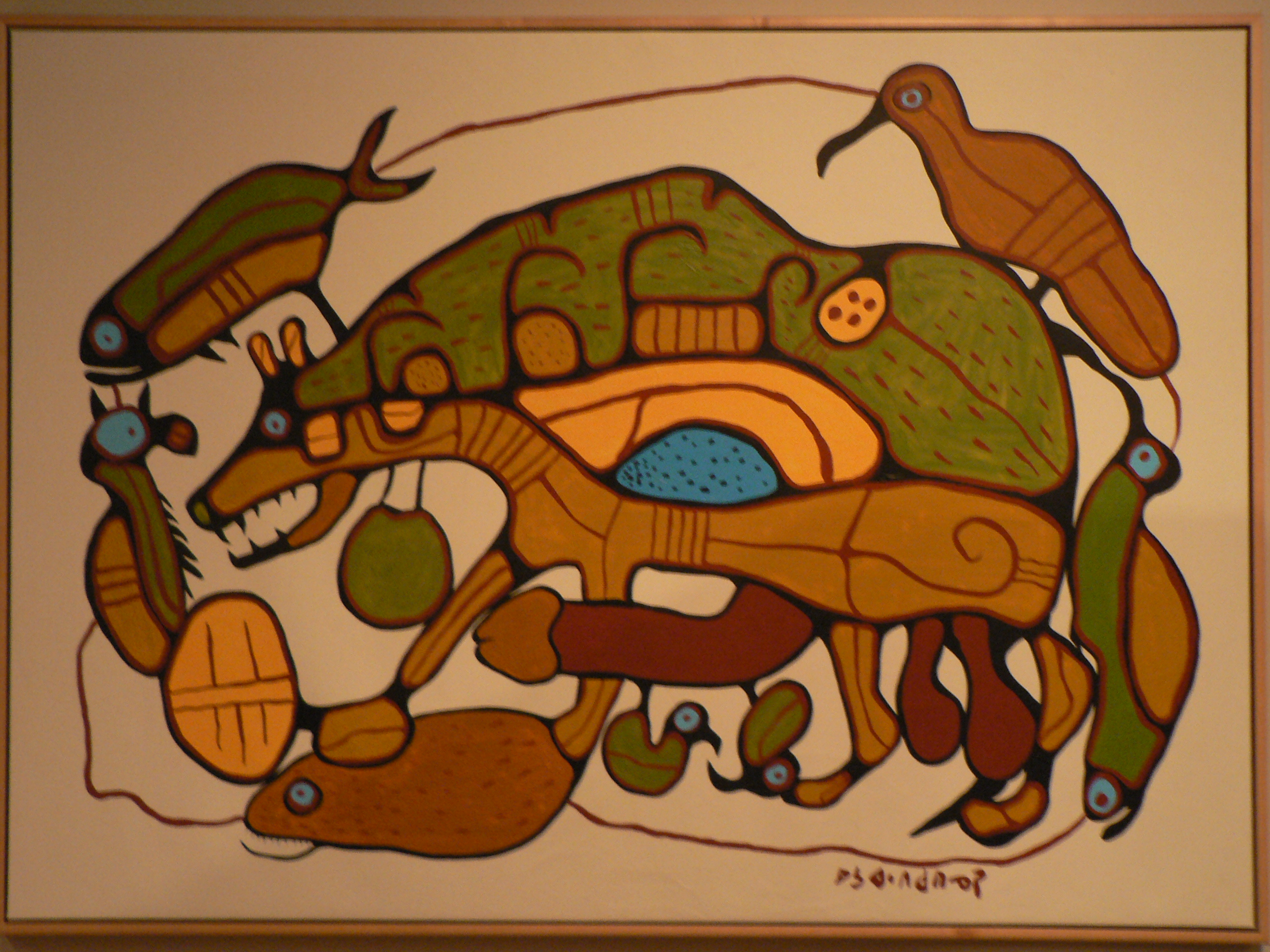